# Škrjančevo
Škrjančevo je naselje v Občini Domžale.
Je manjše naselje, ki dajejo vtis vaškega videza, a za drevesi ob cesti se skriva drugačna podoba naselja. Na zahodni strani sta bloka, nekoč zgrajena za delavce Papirnice Količevo Karton. Severno od blokov pa med Kamniško Bistrico in (levo oz. radomeljsko) Mlinščico nastaja novo pozidano območje, ki vasi dodaja suburbani videz.
Meji na Radomlje, Količevo.